# Battaglia di Ellandun
La battaglia di Ellandun o battaglia di Wroughton fu combattuta nel settembre dell'anno 825 tra Egbert del Wessex e Beornwulf di Mercia. Sir Frank Stenton la descrisse come "una delle battaglie più decisive della storia inglese". Essa effettivamente pose fine alla supremazia della Mercia sui regni anglosassoni dell'Inghilterra e diede inizio alla dominazione del Wessex su di essi.
La vittoria arrise infatti a Egbert, che così divenne l'ottavo Bretwalda e il primo sovrano anglosassone a comportarsi come re di tutta l'Inghilterra.

## Contesto storico
Nel corso dell'VIII secolo e dell'inizio del IX secolo, i sovrani di Mercia esercitarono una grande influenza sui regni dell'Inghilterra sud-orientale, imponendo la propria supremazia e a volte esercitando su di essi un controllo diretto. Sebbene anche il regno del Wessex fosse stato obbligato a riconoscere la supremazia di Aethelbald di Mercia, dopo la sua morte il Wessex fu in grado di evitare la dominazione della Mercia, non essendo quindi sottoposto ad alcuna forma troppo intrusiva di controllo che invece era stata imposta agli altri regni.
Ealhmund, padre di Egbert, era stato re del Kent attorno al 780, e questo aveva portato la sua famiglia a scontrarsi con le ambizioni di Offa di Mercia, che mirava ad imporre il proprio potere sul Kent. Dopo la morte di suo padre, Egbert venne esiliato dall'Inghilterra per volontà di Offa, con il sostegno di Beorhtric del Wessex, il quale salì al trono. Alla morte di Beorhtric, avvenuta nell'802, Egbert riuscì a diventare re del Wessex e a questo fatto seguì immediatamente la ripresa degli scontri con la Mercia. Tuttavia, le fonti non parlano di alcuno scontro tra i due regni fino all'825.
Beornwulf sottrasse il trono della Mercia a Ceolwulf, il quale era succeduto nell'821 al fratello, il longevo e potente Cenwulf. Il suo attacco al Wessex dunque può essere visto come parte di un tentativo di consolidare la sua autorità e riaffermare quella della Mercia dopo questo sconvolgimento.
Beornwulf potrebbe essere stato indotto ad attaccare anche dal fatto che Egbert in quel periodo era impegnato in scontri con i Britanni della Cornovaglia. Nell'815 Egbert ne aveva devastato il territorio e nell'autunno dell'825 era nuovamente impegnato in una campagna contro di essi, presso Gafulford.

## Luogo
Si ritiene che la battaglia di Ellandun abbia avuto luogo in una zona a sud di Swindon, nel Wiltshire, ma l'ubicazione esatta del sito non è stata trovata. William Camden, un topografo e studioso della storia britannica antica, nella sua opera Britannia del 1610 suggerì che la battaglia avesse avuto luogo a Wilton, una località ad ovest di Salisbury. Charles Oman utilizzò informazioni geografiche e i confini contemporanei per evidenziare come per lui la battaglia fosse avvenuta a Wroughton, che si trova 4 miglia (6 km) a sud di Swindon.  T. Spicer suggerì infine che la battaglia avesse avuto luogo nella zona di quello che è ora Lydiard Park, a Swindon.

## Conseguenze
La vitoria di Egbert mutò definitivamente la situazione politica dell'Inghilterra sud-orientale. Il re inviò contemporaneamente a suo figlio, Etelvulfo, con un esercito a sud-est. I Sassoni del Wessex riuscirono a conquistare il Sussex (fino ad allora sotto il controllo della Mercia), il Kent e l'Essex, che fino ad allora erano stati governati da viceré sotto il controllo della Mercia. Tutti questi territori furono annessi al Wessex, raddoppiando la grandezza del regno.
Al contempo, la sconfitta di Beornwulf  indusse gli Angli orientali  a ribellarsi contro la Mercia e a riaffermare la propria indipendenza, in alleanza col Wessex. Beornwulf lottò contro l'Anglia orientale, però fu sconfitto e ucciso. Il suo successore Ludeca andò incontro alla stessa sorte l'anno successivo, sempre combattendo contro l'Anglia orientale, la cui indipendenza fu quindi ristabilita.
Egbert raggiunse il culmine del potere nell'829, quando occupò la Mercia, e assicurò il riconoscimento della supremazia dei Northumbriani, divenendo momentaneamente signore di tutta l'Inghilterra. L'indipendenza della Mercia fu ristabilita l'anno seguente da Wiglaf, il quale riuscì a ristabilire il prestigio Merciano e che fu persino capace di estendere il suo potere oltre il Berkshire. L'indipendenza dell'Anglia orientale e le conquiste fatte dal Wessex risultarono definitive, e la Mercia non recuperò mai la supremazia di cui aveva goduto nel secolo precedente Ellandun.